# Hans Sleeswijk
Hans Sleeswijk (n. 31 ianuarie 1935, Amsterdam, Țările de Jos – d. 1 ianuarie 2024, Lage Vuursche⁠(d), Baarn, Utrecht, Țările de Jos) a fost un marinar olandez, care și-a reprezentat țara la Jocurile Olimpice de vară din 1960 de la Napoli, în navigație maritimă, la categoria Finn⁠(d). Sleeswijk a ocupat locul 24. La Jocurile Olimpice anterioare (Melbourne 1956), Sleeswijk a fost marinarul de rezervă pentru echipa olimpică olandeză. Cu toate acestea, după invazia sovietică din Ungaria, guvernul olandez a decis că echipa olimpică olandeză nu va concura. A fost și producător profesionist de televiziune și teatru, la fel ca celebrul său tată René sr. și fratele său René van Vooren. Sleeswijk a murit la 1 ianuarie 2024, la vârsta de 88 de ani. 